# Ferdinand von Rohr
Wilhelm Eugen Ludwig Ferdinand von Rohr (ur. 17 maja 1783 w Brandenburgu, zm. 15 marca 1851 w Głogowie) – pruski generał piechoty, minister wojny. 

## Życiorys
W latach 1837 do 1839 był dyrektorem Ministerstwa Spraw Wojskowych. Następnie dowodził 11. Dywizją Piechoty stacjonującą we Wrocławiu. 7 października 1847 został mianowany ministrem wojny. Podczas rewolucji marcowej dostał krwotoku z ust, 2 kwietnia 1848 został zdymisjonowany. Do 1851 nadal był członkiem pierwszej izby Parlamentu Państwa Pruskiego. Zmarł na skutek udaru.

## Odznaczenia
Odznaczenia gen. von Rohra to między innymi:
- Order Orła Czerwonego I klasy z liśćmi dębu
- Krzyż Żelazny I klasy
- Krzyż Żelazny II klasy ze starszeństwem
- Order Świętego Jana
- Order Świętego Włodzimierza IV klasy (Imperium Rosyjskie)
- Order Świętej Anny II klasy (Imperium Rosyjskie)
- Order Świętego Stanisława I klasy (Imperium Rosyjskie)
- Krzyż Wielki Orderu Sokoła Białego (Saksonia)